# Georg Druschetzky
Georg Druschetzky, nascut Jiří Družecký o Družchetzký, (Jemníky, prop de Pchery, 7 d'abril de 1745 – Buda, 21 de juny de 1819) fou un músic txec. A mitjans de l'any 1787 estava al servei del comte de Grasselkovicz. Va compondre diverses obres per a dos clarinets, dos oboès, dues trompes, dos barítons i trompetes, i diversos concerts per a oboè i altres instruments de vent; l'òpera Persée et Andromède, els ballables de l'òpera Adéle de Ponthieu. En els seus principis fou timbaler dels Estats de l'Alta Àustria, residint a Linz on el 1783 publicà sis solos per a violí.